# Haris Radetinac
Haris Radetinac (Novi Pazar, 28 ottobre 1985) è un calciatore bosniaco, centrocampista dell'Åtvidaberg.

## Carriera
Nato in Serbia ma bosniaco di nazionalità, all'età di 15 anni Radetinac ha lasciato i Balcani per stabilirsi a Linköping, in Svezia. Qui ha giocato nella locale squadra cittadina in quarta e quinta serie svedese.
Nel 2007 è stato acquistato dall'Åtvidabergs FF, club in cui ha conquistato subito spazio da titolare nel campionato di Superettan, mancando solo cinque partite nei suoi cinque anni di permanenza. Nell'ultima di queste stagioni, l'Åtvidabergs FF ha conquistato la promozione in Allsvenskan, ma il centrocampista bosniaco ha cambiato squadra approdando al Mjällby.
Nel corso dell'estate 2013 è stato ingaggiato dal Djurgården, con cui ha firmato un contratto di tre anni e mezzo. Durante il campionato 2015 è stato tra i migliori della sua squadra, tornata a lottare per i primi posti. Tuttavia, il 16 luglio 2015, nel corso di un allenamento, Radetinac si è rotto il legamento crociato con tempi di recupero inizialmente stimati dagli otto ai dieci mesi.
Nel maggio 2016 è tornato in campo dopo dieci mesi di assenza. Ha giocato due partite, ma nel corso del secondo match si è lesionato di nuovo lo stesso legamento crociato infortunato in precedenza (oltre al menisco), ed è stato costretto a chiudere la stagione con largo anticipo. Il nuovo rientro è avvenuto oltre un anno più tardi, nel luglio del 2017. Nell'Allsvenskan 2019 ha contribuito, con 24 presenze e una rete, al raggiungimento del titolo nazionale. Il 14 dicembre 2024 il trentanovenne Radetinac ha annunciato che la stagione che stava per volgere al termine sarebbe stata la sua ultima con la maglia del Djurgården, e che la sfida di UEFA Conference League 2024-2025 in programma cinque giorni dopo contro il Legia Varsavia avrebbe segnato il suo addio. Al termine di quella partita, è stata celebrata la sua lunga militanza nel club, durata dodici anni, durante i quali ha collezionato 304 presenze ufficiali tra campionato e coppe.
Radetinac, trentanovenne, ha poi proseguito la sua carriera scendendo in quarta serie, firmando con l'Åtvidaberg, il suo primo club professionistico. I tifosi, nel frattempo, avevano avviato una raccolta fondi per riportarlo in squadra. Oltre a ricoprire il ruolo di giocatore, ha assunto anche l’incarico di assistente allenatore.

## Palmarès

### Club

#### Competizioni nazionali
- Superettan: 1

Åtvidaberg: 2011
- Coppa di Svezia: 1

Djurgården: 2017-2018
- Campionato svedese: 1

Djurgården: 2019